# Heinrich Grimm (Politiker, 1911)
Heinrich Grimm (* 22. Juni 1911 in Lehe (Bremerhaven); † 11. April 1971) war ein deutscher Politiker (SPD). Er war für Bremerhaven Mitglied der Bremischen Bürgerschaft. 

## Biografie
Grimm war als Angestellter in Bremerhaven tätig. Er war Mitglied der SPD in Bremerhaven. Grimm war von 1947 bis 1951 und von 1955 bis 1967 für die SPD 16 Jahre lang Mitglied der Bremischen Bürgerschaft und in verschiedenen Deputationen u. a. für Bau- und Wohnungswesen tätig. 